# Antrophyum callifolium
Antrophyum callifolium är en kantbräkenväxtart som beskrevs av Bl. Antrophyum callifolium ingår i släktet Antrophyum och familjen Pteridaceae. Inga underarter finns listade.